# Gynacantha rosenbergi
Gynacantha rosenbergi – gatunek ważki z rodziny żagnicowatych (Aeshnidae).